# Passy-sur-Marne
Pour les articles homonymes, voir Passy.
Passy-sur-Marne est une commune française située dans le département de l'Aisne, en région Hauts-de-France.
Ce village de la vallée de la Marne est situé dans le sud du département de l'Aisne, entre Château-Thierry et Épernay. Il est entouré de vignobles de Champagne.

## Géographie

### Hydrographie
La commune est située dans le bassin Seine-Normandie. Elle est drainée par la Marne,.
La Marne  prend sa source sur le plateau de Langres, dans la commune de Saints-Geosmes (Haute-Marne) et se jette dans la Seine entre Charenton-le-Pont et Alfortville (Val-de-Marne) dans le quartier de Conflans-l'Archevêque.

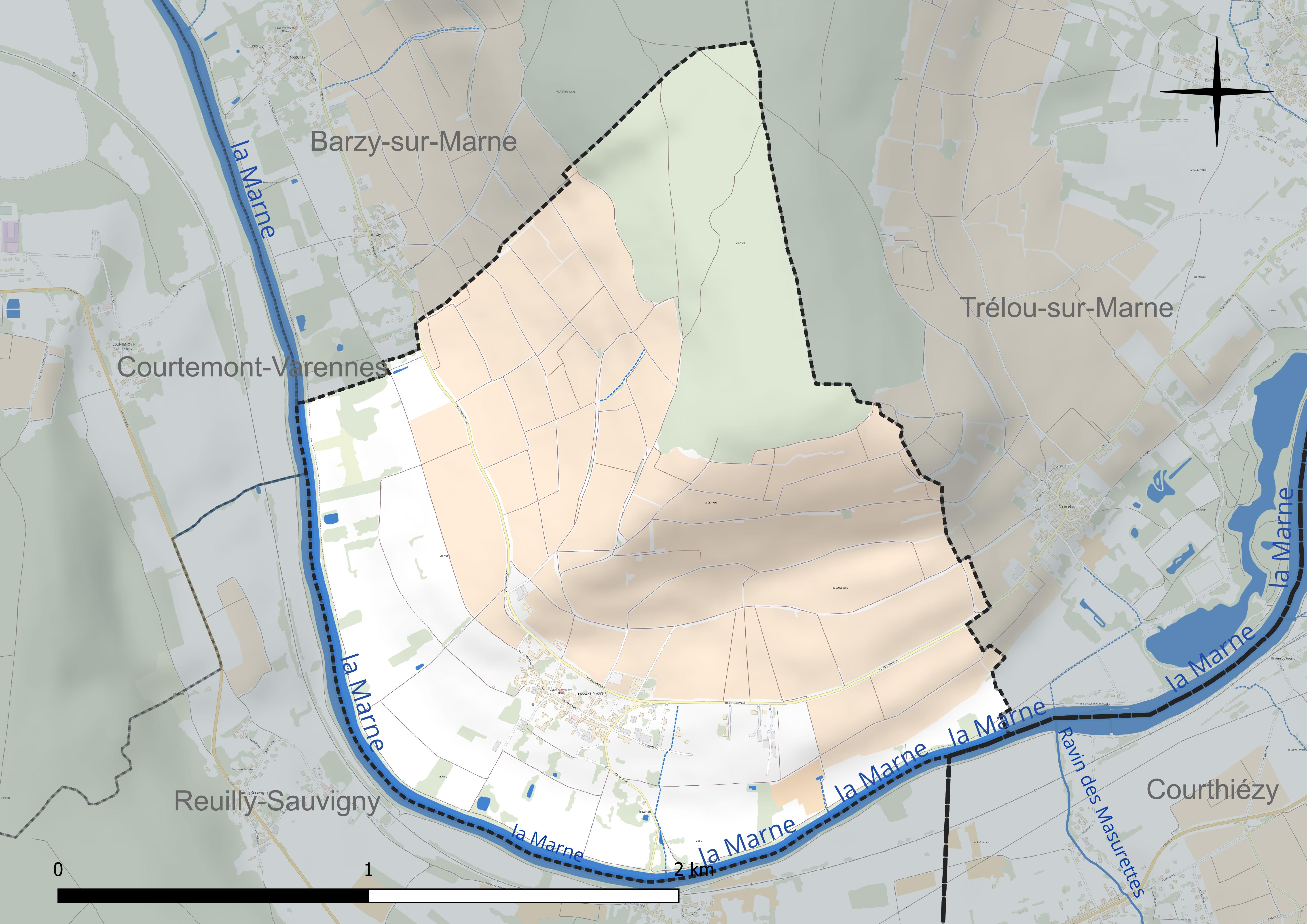
Réseau hydrographique de Passy-sur-Marne.

### Climat
Pour des articles plus généraux, voir Climat des Hauts-de-France et Climat de l'Aisne.
En 2010, le climat de la commune est de type climat océanique dégradé des plaines du Centre et du Nord, selon une étude du CNRS s'appuyant sur une série de données couvrant la période 1971-2000. En 2020, Météo-France publie une typologie des climats de la France métropolitaine dans laquelle la commune est exposée à un climat océanique altéré et est dans la région climatique Nord-est du bassin Parisien, caractérisée par un ensoleillement médiocre, une pluviométrie moyenne régulièrement répartie au cours de l'année et un hiver froid (3 °C).
Pour la période 1971-2000, la température annuelle moyenne est de 10,3 °C, avec une amplitude thermique annuelle de 15,5 °C. Le cumul annuel moyen de précipitations est de 755 mm, avec 11,4 jours de précipitations en janvier et 8,4 jours en juillet. Pour la période 1991-2020, la température moyenne annuelle observée sur la station météorologique la plus proche, située sur la commune de Blesmes à 9 km à vol d'oiseau, est de 10,6 °C et le cumul annuel moyen de précipitations est de 713,0 mm,. Pour l'avenir, les paramètres climatiques de la commune estimés pour 2050 selon différents scénarios d'émission de gaz à effet de serre sont consultables sur un site dédié publié par Météo-France en novembre 2022.

## Urbanisme

### Typologie
Au 1er janvier 2024, Passy-sur-Marne est catégorisée commune rurale à habitat dispersé, selon la nouvelle grille communale de densité à 7 niveaux définie par l'Insee en 2022.
Elle est située hors unité urbaine et hors attraction des villes,.

### Occupation des sols
L'occupation des sols de la commune, telle qu'elle ressort de la base de données européenne d'occupation biophysique des sols Corine Land Cover (CLC), est marquée par l'importance des territoires agricoles (83,3 % en 2018), une proportion sensiblement équivalente à celle de 1990 (82,9 %). La répartition détaillée en 2018 est la suivante : 
cultures permanentes (49,5 %), terres arables (19,9 %), forêts (16,7 %), zones agricoles hétérogènes (13,9 %).
L'évolution de l'occupation des sols de la commune et de ses infrastructures peut être observée sur les différentes représentations cartographiques du territoire : la carte de Cassini (XVIIIe siècle), la carte d'état-major (1820-1866) et les cartes ou photos aériennes de l'IGN pour la période actuelle (1950 à aujourd'hui).

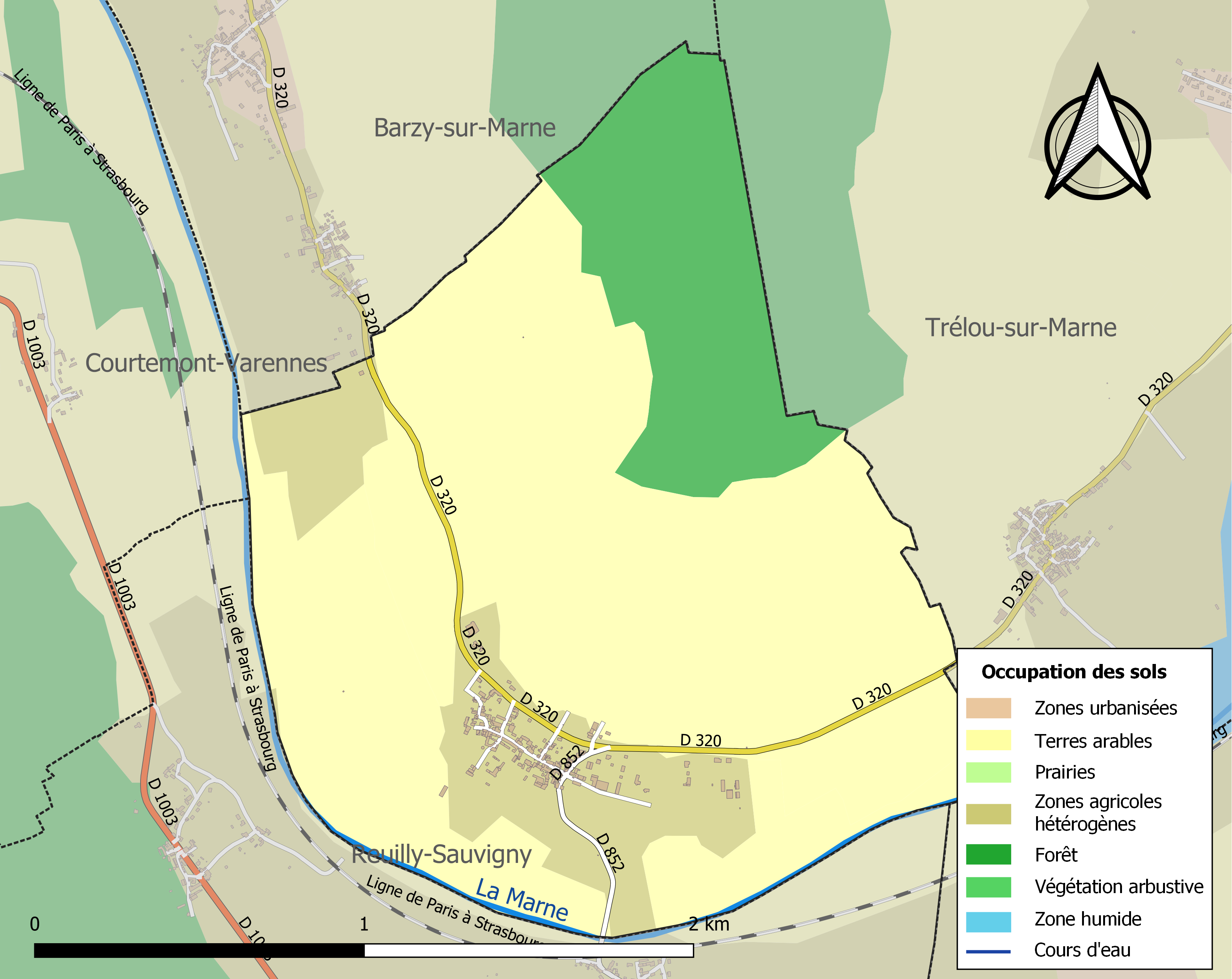
Carte de l'occupation des sols de la commune en 2018 (CLC).

## Toponymie
Le nom de la localité est attesté sous les formes Pacy-sur-Marne (1286) ; Paciacum (XIIIe siècle) ; Paissy (1426) ; Passi-sur-Marne (1737).
La Marne est une rivière française située à l'est du bassin parisien. Elle représente la plus grande rivière de France. C'est le principal affluent de la Seine.

## Histoire
Seigneurie des Anglebelmer aux XVIe et XVIIe siècles.

## Politique et administration

### Découpage territorial
La commune de Passy-sur-Marne est membre de la communauté d'agglomération de la Région de Château-Thierry, un établissement public de coopération intercommunale (EPCI) à fiscalité propre créé le 1er janvier 2017 dont le siège est à Étampes-sur-Marne. Ce dernier est par ailleurs membre d'autres groupements intercommunaux.
Sur le plan administratif, elle est rattachée à l'arrondissement de Château-Thierry, au département de l'Aisne et à la région Hauts-de-France. Sur le plan électoral, elle dépend du  canton d'Essômes-sur-Marne pour l'élection des conseillers départementaux, depuis le redécoupage cantonal de 2014 entré en vigueur en 2015, et de la cinquième circonscription de l'Aisne  pour les élections législatives, depuis le dernier découpage électoral de 2010.

### Administration municipale
| Période                                  | Période                       | Identité        | Étiquette | Qualité                                    |
| ---------------------------------------- | ----------------------------- | --------------- | --------- | ------------------------------------------ |
| Les données manquantes sont à compléter. |                               |                 |           |                                            |
| mars 2001                                | mars 2008                     | Alain Mercier   |           |                                            |
| mars 2008                                | mai 2020                      | Richard Mercier | DVD       | Agriculteur Réélu pour le mandat 2014-2020 |
| mai 2020                                 | En cours (au 13 juillet 2020) | Alain Navarre   |           |                                            |

## Démographie
L'évolution du nombre d'habitants est connue à travers les recensements de la population effectués dans la commune depuis 1793. Pour les communes de moins de 10 000 habitants, une enquête de recensement portant sur toute la population est réalisée tous les cinq ans, les populations de référence des années intermédiaires étant quant à elles estimées par interpolation ou extrapolation. Pour la commune, le premier recensement exhaustif entrant dans le cadre du nouveau dispositif a été réalisé en 2005.

En 2022, la commune comptait 139 habitants, en évolution de +7,75 % par rapport à 2016 (Aisne : −1,97 %, France hors Mayotte : +2,11 %).
| 1793 | 1800 | 1806 | 1821 | 1831 | 1836 | 1841 | 1846 | 1851 |
| ---- | ---- | ---- | ---- | ---- | ---- | ---- | ---- | ---- |
| 216  | 220  | 232  | 223  | 252  | 228  | 258  | 221  | 217  |

| 1856 | 1861 | 1866 | 1872 | 1876 | 1881 | 1886 | 1891 | 1896 |
| ---- | ---- | ---- | ---- | ---- | ---- | ---- | ---- | ---- |
| 222  | 206  | 206  | 186  | 200  | 186  | 181  | 162  | 156  |

| 1901 | 1906 | 1911 | 1921 | 1926 | 1931 | 1936 | 1946 | 1954 |
| ---- | ---- | ---- | ---- | ---- | ---- | ---- | ---- | ---- |
| 163  | 142  | 123  | 121  | 151  | 119  | 121  | 108  | 126  |

| 1962 | 1968 | 1975 | 1982 | 1990 | 1999 | 2005 | 2006 | 2010 |
| ---- | ---- | ---- | ---- | ---- | ---- | ---- | ---- | ---- |
| 121  | 135  | 143  | 131  | 121  | 112  | 142  | 149  | 152  |

| 2015 | 2020 | 2022 | - | - | - | - | - | - |
| ---- | ---- | ---- | - | - | - | - | - | - |
| 132  | 137  | 139  | - | - | - | - | - | - |

## Culture locale et patrimoine

### Lieux et monuments

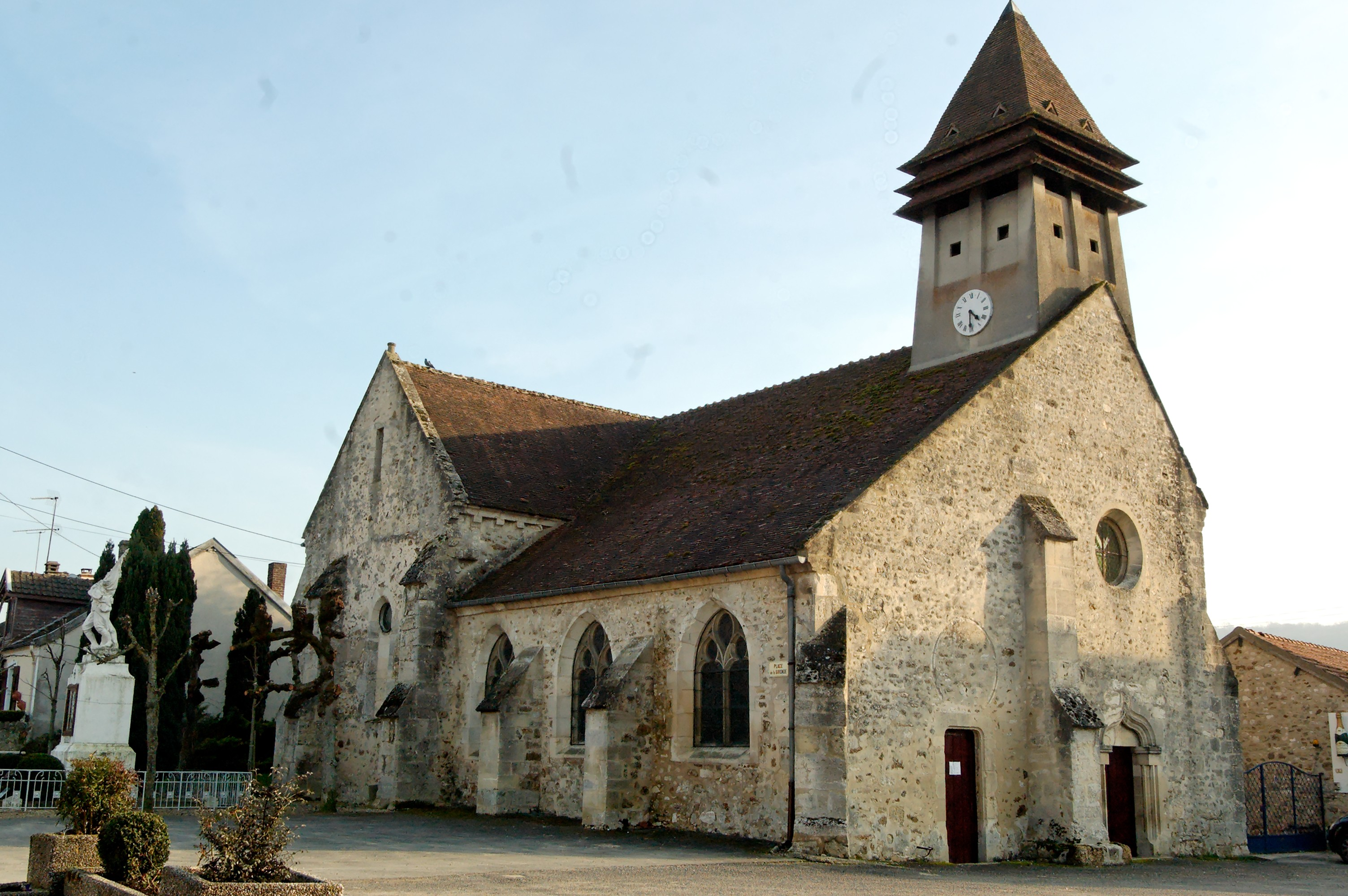
L'église Saint-Éloi de
Passy-sur-Marne.

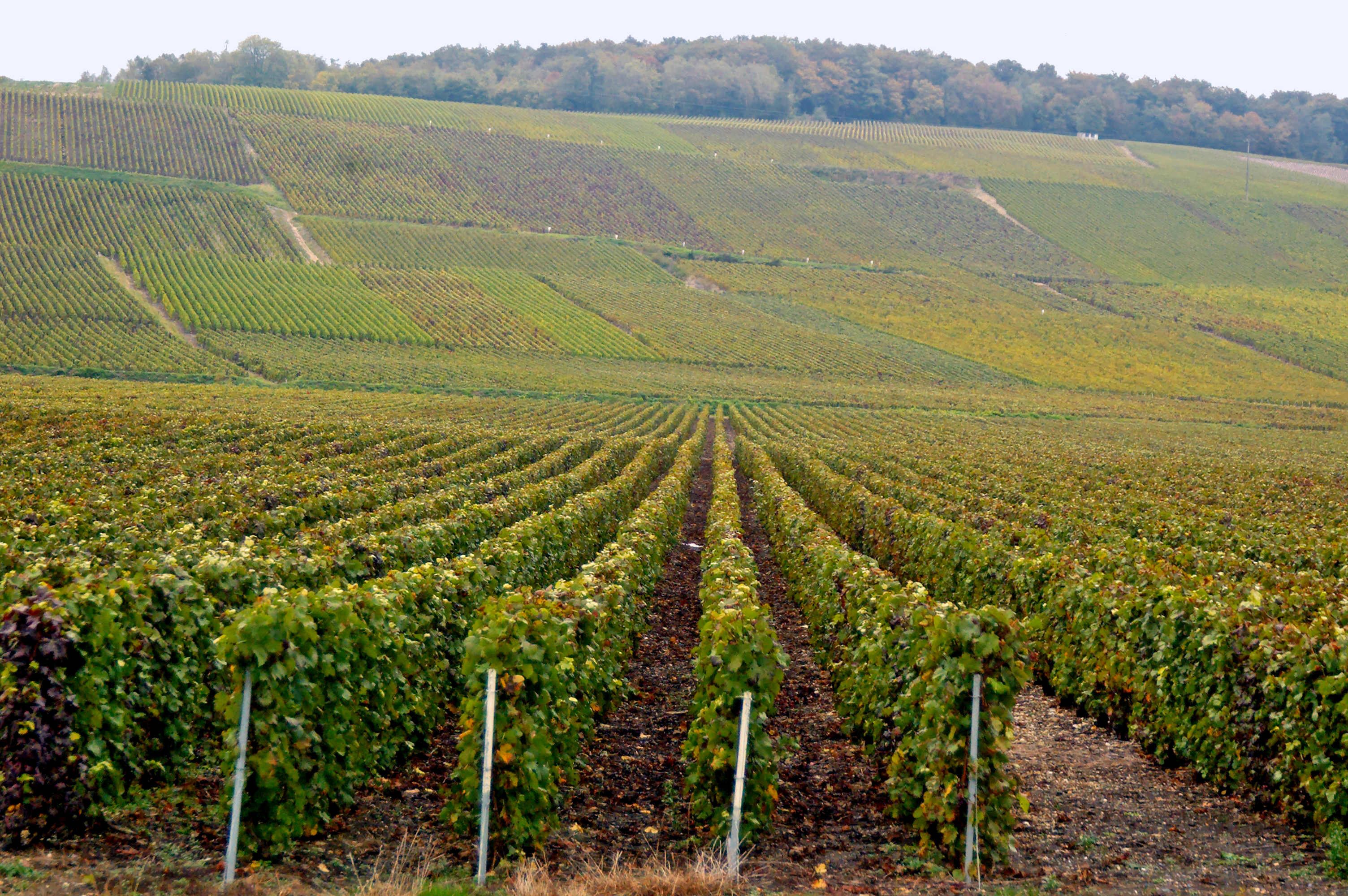
Passy-sur-Marne et son vignoble.

Passy-sur-Marne est un village de la vallée de la Marne qui est entouré d'un vaste vignobles de Champagne.
- L'église Saint-Éloi se situe dans le centre du village : sa partie la plus ancienne remonte au XIIIe siècle : composée d'une nef, d'un seul bas-côté au nord, d'un transept et d'un chœur qui contient un autel et des boiseries Louis XV. Un autre autel un peu antérieur consacré à la Vierge est situé dans le croisillon nord du transept et un troisième dédié à saint Fiacre, d'époque Louis XIII, se trouve placé dans le bas côté.
- L'ancien château a été réhabilité et des appartements en occupent les lieux. Un point de vue avec des tables de pique-nique a été installé avec un ancien pressoir à raisin en décor.

### Personnalités liées à la commune
- Charles de Limairac (1804-1860), homme politique né à Passy-sur-Marne, député de Haute-Garonne de 1849 à 1851.